# アモレビエタ＝エチャノ

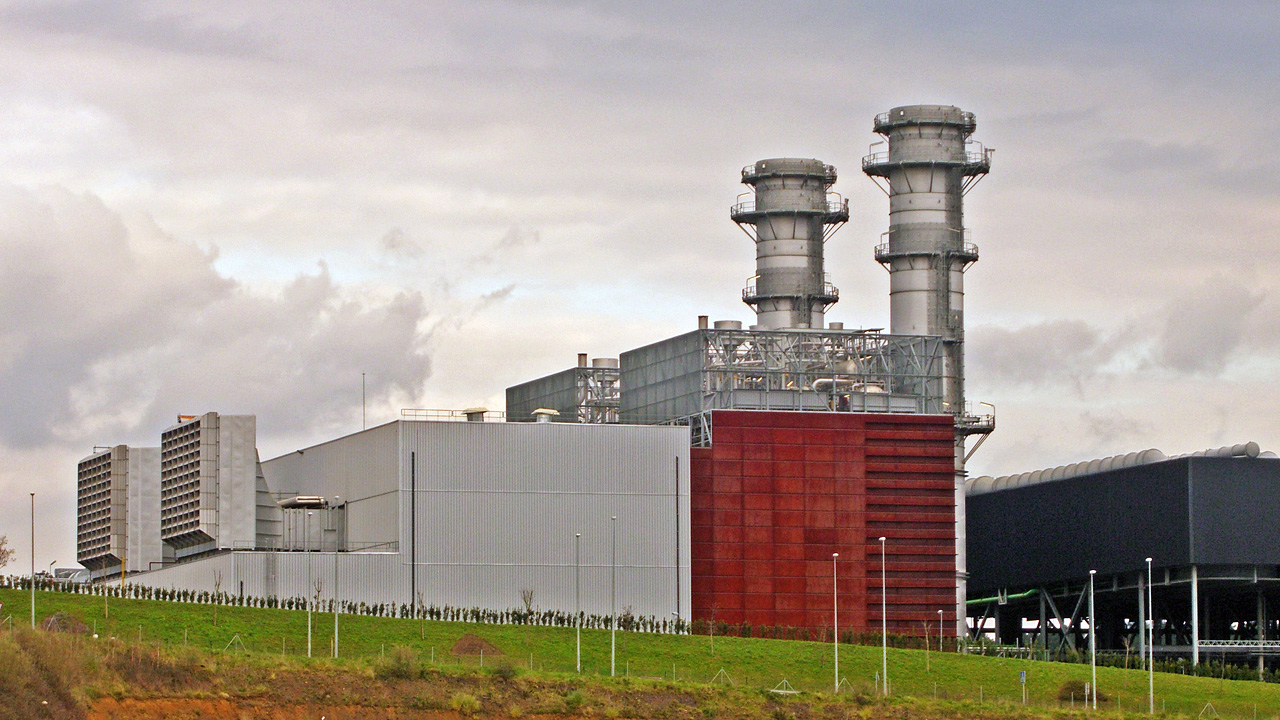
アモレビエタ天然ガス発電所

アモレビエタ＝エチャノ(バスク語: Amorebieta-Etxano, スペイン語: Amorebieta-Echano)またはソルノツァ(バスク語: Zornotza)は、スペイン・バスク自治州・ビスカヤ県のムニシピオ（基礎自治体）。コマルカ（郡）としてはドゥランゲサードに含まれる。ビルバオ都市圏には含まれないが、ビルバオの衛星都市であるとされる。かつてはアモレビエタとエチャノというそれぞれ独立した自治体だった。

## 歴史
1872年5月24日、ベラウステギゴイティア邸で第三次カルリスタ戦争の休戦協定が調印された。この邸宅はコンベニオ通り（協定通り）にあり、現在は改装されてホテルとして使用されている。1936年に勃発したスペイン内戦中にはエミリオ・モラ将軍を中心とする反乱軍によって町が破壊され、近隣のビスカルギ山では反乱軍と人民戦線軍の間で激しい戦闘が行われた。1940年以降に町が修復されて現在の姿となっている。

## 人口
| アモレビエタ＝エチャノの人口推移 1960－2011             |
|                                                         |
| 出典:INE（スペイン国立統計局）1900年 - 1991年、1996年 - |

## 政治
| 政党                         | 2015   | 2015 | 2011    | 2011 | 2007 |
| 政党                         | 得票率 | 議席 | 得票率  | 議席 | 議席 |
| バスク民族主義党 (EAJ-PNV)   | 42.79% | 8    | 41.12%  | 8    | 9    |
| エウスカル・エリア・ビルドゥ | 30.51% | 6    | -       | -    | -    |
| イリ・エキメナ (HE)          | 14.36% | 6    | -       | -    | -    |
| ビルドゥ                     | -      | -    | 34.51 % | 7    | 0    |
| バスク社会党 (PSE-EE)        | 8.62%  | 1    | 11.14 % | 2    | 4    |
| 国民党 (PP)                  | 2.43%  | 0    | 4.77 %  | 0    | 1    |
| バスク統一左翼 (EB-B)        | -      | -    | 4.09 %  | 0    | 1    |
| アララール                   | -      | -    | 2.94 %  | 0    | 2    |

出典 : スペイン内務省

## 経済
2005年には日本の大阪ガスとアイルランド国営のアイルランド電力局が共同出資したアモレビエタ天然ガス発電所が自治体内に建設され、大阪ガスは50%の株式を保有していたが、大阪ガスが保有していた株式は2014年にアメリカの投資会社に売却された。

## スポーツ
1978年には世界選手権自転車競技大会シクロクロスが、1993年には世界クロスカントリー選手権大会がアモレビエタ＝エチャノで開催された。毎年4月にはUCIヨーロッパツアーに組み込まれる自転車レースのクラシカ・プリマベーラが開催される。アモレビエタ＝エチャノは緑豊かで観光客も訪れる。

## 出身人物
- ホン・イディゴラス – バスク民族主義者。エリ・バタスナのメンバー。
- ミケル・ウルダンガリン – シンガーソングライター。
- アンドレス・エスピノサ – 登山家・冒険家。
- シャビエル・アムリサ – ベルチョラリ（即興詩人）。
- ベニャト・インチャウスティ – 自転車競技選手。ジロ区間1勝。
- アイトール・シリョニス – 自転車競技選手。
- ホス・シリョニス – 自転車競技選手。
- シャビエル・エチェイタ – サッカー選手。
- ホン・アウルテネチェ – サッカー選手。バスク代表。